# Наяла
Наяла (фр. Nayala) — одна из 45 провинций Буркина-Фасо. Входит в состав региона Букле-ду-Мухун. Административный центр провинции — город Тома. Площадь провинции составляет 3919 км².

## Население
По данным на 2013 год численность населения провинции составляла 188 813 человек.
Динамика численности населения провинции по годам:
| 1996    | 1997    | 2005    | 2006    | 2013    |
| ------- | ------- | ------- | ------- | ------- |
| 136 393 | 136 273 | 172 055 | 162 869 | 188 813 |

## Административное деление
В административном отношении подразделяется на 6 департаментов:
- Гасам
- Госина
- Кугни
- Тома
- Яба
- Йе